# Území závislé na patriarchovi
Území závislé na patriarchovi je nižší správní struktura diecézního typu tvořená pro východní katolické církve. Spadá pod správu patriarchy a Kongregace pro východní církve. Nepatří do žádné církevní provincie.
Správou je pověřen protosynkel.

## Seznam území
V současné době existuje 5 území:
Melkitský ritus
- Území závislé na patriarchovi Egypt, Súdán a Jižní Súdán
- Území závislé na patriarchovi – Jeruzalém

Chaldejský ritus
- Území závislé na patriarchovi – Jeruzalém
- Území závislé na patriarchovi – Jordánsko

Syrský ritus
- Území závislé na patriarchovi – Súdán a Jižní Súdán